# Línea 516 (Interurbanos Madrid)
La línea 516 de la red de autobuses interurbanos de Madrid une el intercambiador de Príncipe Pío (Madrid) con Alcorcón pasando por la Universidad Rey Juan Carlos.

## Características
Esta línea une Madrid con Alcorcón, pasando por el campus de la Universidad Rey Juan Carlos del citado municipio.
Está operada por Arriva Madrid mediante la concesión administrativa VCM-501 - Madrid – Batres (Viajeros Comunidad de Madrid) del Consorcio Regional de Transportes de Madrid.
Desde el miércoles 15 de enero de 2025, la línea se vio modificada como consecuencia del soterramiento del Paseo de Extremadura, acortando su recorrido hasta Cuatro Vientos, donde los autobuses del corredor 5 tendrán su cabecera provisional mientras duren las obras.

### Frecuencias
| Lunes a viernes laborables (1 sept. - 15 julio)               |                 |
| A 6:05 - 6:20 - 6:40                                          |                 |
| De 6:55 a 9:45                                                | cada 10 minutos |
| De 9:45 a 13:15                                               | cada 15 minutos |
| De 13:15 a 22:35                                              | cada 10 minutos |
| A 22:50                                                       |                 |
| De 22:52 a 23:52                                              | cada 15 minutos |
| A 0:07* - 0:22* - 0:37* - 0:52*                               |                 |
| Lunes a viernes laborables (16 - 31 julio)                    |                 |
| A 6:10 - 6:37                                                 |                 |
| De 6:52 a 23:52                                               | cada 15 minutos |
| Lunes a viernes laborables (Agosto)                           |                 |
| De 6:37 a 23:52                                               | cada 15 minutos |
| Sábados laborables, domingos y festivos (1 sept. - 30 junio)  |                 |
| A 6:30 - 6:50 - 7:10 - 7:30 - 7:50                            |                 |
| De 8:20 a 23:00                                               | cada 20 minutos |
| A 23:30 - 24:00                                               |                 |
| Sábados laborables, domingos y festivos (1 julio - 31 agosto) |                 |
| De 6:45 a 23:00                                               | cada 25 minutos |
| A 23:30 - 24:00                                               |                 |
| *Salen del paseo de la Virgen del Puerto                      |                 |

| Lunes a viernes laborables (1 sept. - 15 julio)               |                 |
| A 5:30 - 5:45 - 6:00                                          |                 |
| De 6:10 a 9:30                                                | cada 10 minutos |
| De 9:30 a 13:00                                               | cada 15 minutos |
| De 13:00 a 22:00                                              | cada 10 minutos |
| De 22:00 a 23:15                                              | cada 15 minutos |
| A 23:30* - 23:45* - 24:00* - 0:15*                            |                 |
| Lunes a viernes laborables (16 - 31 julio)                    |                 |
| A 5:40 - 6:00                                                 |                 |
| De 6:15 a 23:15                                               | cada 15 minutos |
| Lunes a viernes laborables (agosto)                           |                 |
| De 6:00 a 23:15                                               | cada 15 minutos |
| Sábados laborables, domingos y festivos (1 sept. - 30 junio)  |                 |
| De 6:00 a 22:00                                               | cada 20 minutos |
| De 22:00 a 23:30                                              | cada 30 minutos |
| Sábados laborables, domingos y festivos (1 julio - 31 agosto) |                 |
| De 6:10 a 22:25                                               | cada 25 minutos |
| A 23:00 - 23:30                                               |                 |
| *Llegan al paseo de la Virgen del Puerto                      |                 |

## Recorrido y paradas
NOTA: Debido a las obras de soterramiento de la autovía A-5, las paradas sombreadas en rojo se encuentran fuera de servicio, desde el 15 de enero de 2025 hasta fin de obras.

### Sentido Alcorcón
| Código                                                     | Parada                                      | Común con                                                                                         | Conexiones con Metro y Cercanías | Municipio | Zona |
| ---------------------------------------------------------- | ------------------------------------------- | ------------------------------------------------------------------------------------------------- | -------------------------------- | --------- | ---- |
| 17051                                                      | Intercambiador de Príncipe Pío (dársena 19) |                                                                                                   | Príncipe Pío                     | Madrid    |      |
| Cabecera de las expediciones que salen desde la superficie |                                             |                                                                                                   |                                  |           |      |
| 607                                                        | Virgen del Puerto - Campo del Moro          | 511 513 518 545 N504 N505 N808                                                                    | Príncipe Pío                     | Madrid    |      |
| Paradas del itinerario normal                              |                                             |                                                                                                   |                                  |           |      |
| 881                                                        | Paseo de Extremadura-El Greco               | 36 39 65 511 512 513 514 518 521 522 523 524 525 528 534 538 539 541 545 546 547 548 551 581      |                                  | Madrid    |      |
| 892                                                        | Campamento                                  | 36 39 495 511 512 513 514 518 521 522 523 524 525 528 534 538 539 541 545 546 547 548 551 573 581 | Campamento                       | Madrid    |      |
| 50073                                                      | P.º Extremadura - Cuatro Vientos            | 495 511 512 513 514 517 518 521 522 523 524 525 528 534 538 539 551 560 581                       | Cuatro Vientos                   | Madrid    |      |
| 08376                                                      | Ctra. A-5 - Museo del Aire y del Espacio    | 511 512 513 514 517 518 521 522 523 524 525 528 534 538 539 560                                   |                                  | Madrid    |      |
| 08467                                                      | Av. San Martín de Valdeiglesias - Uruguay   | 518 581                                                                                           |                                  | Alcorcón  |      |
| 08468                                                      | Av. San Martín de Valdeiglesias - Paraguay  | 518 581                                                                                           |                                  | Alcorcón  |      |
| 20095                                                      | Av. Villaviciosa - Estocolmo                | 517 520 2                                                                                         |                                  | Alcorcón  |      |
| 11772                                                      | Berlín - Est. Alcorcón Central              | 510 510A 517 520 535 1 2 3                                                                        | Alcorcón Central                 | Alcorcón  |      |
| 11779                                                      | Budapest - Hospital Fundación Alcorcón      | 510A 517 1 2                                                                                      |                                  | Alcorcón  |      |
| 11822                                                      | Viena - Cementerio                          | 517 1 2                                                                                           |                                  | Alcorcón  |      |
| 12007                                                      | Viena - Av. Atenas                          | 517 1 2                                                                                           |                                  | Alcorcón  |      |
| 13168                                                      | Oslo - Helsinki                             |                                                                                                   |                                  | Alcorcón  |      |
| 13170                                                      | Berna - Est. Las Retamas                    |                                                                                                   | Las Retamas                      | Alcorcón  |      |
| 08871                                                      | Av. Retamas - Instituto                     | 520                                                                                               |                                  | Alcorcón  |      |
| 11410                                                      | Av. Retamas - Chopos                        | 510                                                                                               |                                  | Alcorcón  |      |
| 11411                                                      | Av. Retamas - Juan Ramón Jiménez            | 510                                                                                               |                                  | Alcorcón  |      |
| 12412                                                      | Av. Retamas - Gabriela Mistral              | 2                                                                                                 |                                  | Alcorcón  |      |
| 20164                                                      | Pablo Neruda - Av. Retamas                  |                                                                                                   |                                  | Alcorcón  |      |
| 20165                                                      | Pablo Neruda - José Saramago                | 511                                                                                               |                                  | Alcorcón  |      |
| 20166                                                      | Pablo Neruda - Fraternidad                  |                                                                                                   |                                  | Alcorcón  |      |

### Sentido Madrid
| Código                                                     | Parada                                      | Común con                                                                                  | Conexiones con Metro y Cercanías | Municipio | Zona |
| ---------------------------------------------------------- | ------------------------------------------- | ------------------------------------------------------------------------------------------ | -------------------------------- | --------- | ---- |
| 20166                                                      | Pablo Neruda - Fraternidad                  |                                                                                            |                                  | Alcorcón  |      |
| 17952                                                      | Pablo Neruda - José Saramago                | 511                                                                                        |                                  | Alcorcón  |      |
| 12410                                                      | Av. Oeste - Colegio                         | 450 510 2                                                                                  |                                  | Alcorcón  |      |
| 12411                                                      | Av. Retamas - Gabriela Mistral              | 2                                                                                          |                                  | Alcorcón  |      |
| 12413                                                      | Av. Retamas - Juan Ramón Jiménez            |                                                                                            |                                  | Alcorcón  |      |
| 08865                                                      | Robles - Trva. Pinos                        | 520 2                                                                                      |                                  | Alcorcón  |      |
| 08878                                                      | Retamas - Av. Pablo Iglesias                | 520                                                                                        |                                  | Alcorcón  |      |
| 13169                                                      | Berna - Est. Las Retamas                    |                                                                                            | Las Retamas                      | Alcorcón  |      |
| 13167                                                      | Oslo - Helsinki                             |                                                                                            |                                  | Alcorcón  |      |
| 12008                                                      | Viena - Av. Atenas                          | 517 1 2                                                                                    |                                  | Alcorcón  |      |
| 11823                                                      | Viena - Budapest                            | 517 1 2                                                                                    |                                  | Alcorcón  |      |
| 11770                                                      | Budapest - Hospital Fundación Alcorcón      | 510 510A 517 1 2                                                                           |                                  | Alcorcón  |      |
| 11773                                                      | Berlín - Est. Alcorcón Central              | 510 510A 517 520 535 1 2 3                                                                 | Alcorcón Central                 | Alcorcón  |      |
| 20094                                                      | Av. Villaviciosa - Estocolmo                | 517 520 2                                                                                  |                                  | Alcorcón  |      |
| 08377                                                      | Ctra. A-5 - Museo del Aire y del Espacio    | 511 512 513 514 517 518 521 522 523 524 525 528 534 538 539 560                            |                                  | Madrid    |      |
| 08464                                                      | P.º Extremadura - Cuatro Vientos            | 495 511 512 513 514 517 518 521 522 523 524 525 528 534 538 539 551 560 581                | Cuatro Vientos                   | Madrid    |      |
| 893                                                        | Campamento                                  | 39 495 511 512 513 514 518 521 522 523 524 525 528 534 538 539 541 545 546 547 548 551 581 | Campamento                       | Madrid    |      |
| 885                                                        | Surbatán                                    | 36 39 511 512 513 514 518 521 522 523 524 525 528 534 538 539 541 545 546 547 548 551 581  |                                  | Madrid    |      |
| Terminal de las expediciones que terminan en la superficie |                                             |                                                                                            |                                  |           |      |
| 607                                                        | Virgen del Puerto - Campo del Moro          | 511 513 518 545 N504 N505 N808                                                             | Príncipe Pío                     | Madrid    |      |
| Terminal del itinerario normal                             |                                             |                                                                                            |                                  |           |      |
| 17051                                                      | Intercambiador de Príncipe Pío (dársena 19) |                                                                                            | Príncipe Pío                     | Madrid    |      |